# Rescate de Julen Roselló
El rescate de Julen Roselló fue un conjunto de operaciones para llevar a cabo el rescate de Julen Roselló, un niño de dos años de edad que se precipitó por un pozo de prospección de la localidad española de Totalán, en la provincia de Málaga (España), el 13 de enero de 2019. El pozo, excavado ilegalmente, tenía 71 metros de profundidad y un diámetro de 25 centímetros. Para realizar el rescate fue preciso perforar un conducto paralelo de mayor diámetro, en una operación en la que intervinieron más de 300 personas y numerosa maquinaria pesada. La operación recibió cobertura de medios de comunicación internacionales. Tras diversos contratiempos durante la perforación, el 26 de enero a la 1:25 de la madrugada se encontró el cuerpo sin vida de Julen entre dos capas de tierra.

## Antecedentes
A las 13:57 de la tarde del domingo 13 de enero de 2019, a través de una llamada al centro de emergencias de Málaga, una mujer alertó de que un niño de corta edad había caído por un agujero de 25 centímetros de diámetro. El terreno del pozo donde cayó Julen es muy inestable y los expertos determinaron que cualquier operación debía hacerse con mucho cuidado para evitar desprendimientos. Se puso en marcha un dispositivo y un plan para rescatar a Julen, trasladando al lugar una máquina perforadora de pilotes de 75 toneladas para, junto a otra maquinaria pesada, rebajar el terreno donde excavar un pozo paralelo y, una vez alcanzado el nivel donde se creía que estaba el menor, excavar un túnel horizontal a cargo de mineros de la Brigada Central de Salvamento Minero de Asturias, especialistas en rescates bajo tierra. Fue necesario construir una cápsula especial para que se pudieran desplazar los mineros hasta el punto donde se encontraría Julen.
Las primeras investigaciones indicaron que el padre de Julen, José Roselló, estaba realizando una paella en la finca familiar. En un momento de despiste Julen correteó por el lugar hasta caer accidentalmente por el estrecho orificio del pozo. Al escucharlo llorar se acercó hasta el pozo e intentó sacarlo sin saber la gran profundidad que tenía. Una pareja de senderistas que pasaba por allí se ofreció a colaborar y viendo que no había rastro del menor decidieron llamar al servicio de emergencias.

## Cronología
- El domingo 13 de enero de 2019, Julen Roselló García, un niño de 2 años de edad, se encontraba pasando el día junto a su familia cuando, sobre las 14:00 de la tarde, cayó a un pozo ubicado en una finca privada.[11] Un grupo de senderistas escuchó los gritos que provenían de los familiares y llamaron al equipo de emergencia de inmediato.

- El 14 de enero una cámara baja hasta los 73 metros de profundidad y localiza una bolsa de chucherías[12] y un vaso de plástico en el interior del pozo, que pertenecen a Julen. Los equipos de rescate no pueden bajar más al toparse con un tapón de tierra dura, suponiendo que Julen está debajo de ese tapón.

- El 15 de enero, convocado un grupo de técnicos y especialistas, optan por la apertura de un túnel lateral y otro horizontal de entre 50 y 80 metros,[13] como la mejor opción para llegar a Julen. Arrancan los trabajos preparatorios.

- El 16 de enero se confirma mediante pruebas de ADN que se ha hallado pelo perteneciente a Julen en el interior del pozo.[14] Trasciende que las obras para el pozo no tenían permiso de la Junta de Andalucía y el padre de Julen comparece ante los medios para decir que él y su mujer mantienen viva la esperanza.

- El 17 de enero los equipos de rescate optan por suspender la construcción de un túnel horizontal por desprendimientos y dureza del terreno.[15] Se consigue rebajar en 15 metros el nivel del cerro y se decide entonces  la construcción de dos túneles verticales.

- El 18 de enero la maquinaria pesada perfora para abrir un túnel vertical paralelo al pozo y se topan con un macizo rocoso de pizarra a los 18 metros de profundidad,[16] lo que complica de nuevo los trabajos de rescate.

- El 19 de enero el operativo comienza a perforar el túnel vertical de 60 metros paralelo al pozo en el que se encuentra Julen.

- El 20 de enero, durante la madrugada, el túnel paralelo al agujero se encuentra ya a ocho metros de llegar a su fin. Se anuncia que se alargan los plazos de rescate por las complicaciones surgidas a causa del terreno.

- El 21 de enero se acaba el pozo por el que la Brigada de Salvamento Minero de Asturias debe bajar para hacer la galería que le lleve hasta Julen.

- El 22 de enero un error de cálculo en el túnel paralelo obliga a un nuevo retraso al tener que perforarlo más para que entren los tubos.
- El 23 de enero el equipo de rescate reduce el diámetro del tubo destinado a la perforación vertical.[17]

- El 24 de enero se procede al "encamisado", con tubos de un metro de diámetro, del pozo por donde bajarán los mineros de la Brigada de Rescate y rellenar 12 metros en torno a la boca del mismo para afianzar los tubos y evitar desprendimientos que puedan taponar la entrada. Cerca de las 18:00 de la tarde, el grupo de mineros inicia el descenso para comenzar a excavar el túnel horizontal que les permita conectar con la altura del túnel en el que está Julen.
- El 25 de enero los mineros avanzan en la búsqueda final en el pozo.[18] El equipo de rescate excava casi 3 de los 3,8 metros que tienen que horadar para llegar al fondo y tienen que realizar hasta cuatro microvoladuras para romper roca dura (cuarcita).
- El 26 de enero a la 1:25 de la madrugada, los equipos de rescate accedieron al punto del pozo donde se buscaba a Julen y localizaron el cuerpo sin vida del niño entre dos capas de tierra.[19] Se activó la comisión judicial.[20]

## Complicaciones en el rescate
Los trabajos de preparación del monte para iniciar el rescate se llevaron a cabo sin ningún inconveniente, pero posteriormente surgieron una serie de contratiempos que fueron alargando los plazos, además de la angustia de los familiares y rescatadores. En primer lugar, la excavación del túnel paralelo fue más lenta de lo que se había pensado en un inicio, ya que el terreno resultó ser más duro de lo esperado y había que administrar el uso de las máquinas para no averiarlas. Con el túnel ya construido, la segunda dificultad surgió con el encamisado. Las tuberías que estaba previsto introducir en el interior del pozo, para asegurarlo, no cabían, debido a discontinuidades en las paredes de la galería. Esta circunstancia obligó a los equipos de rescate a perforar de nuevo el túnel para darle un mayor grosor. Las autoridades españolas recibieron ofertas de decenas de empresas internacionales para colaborar en la búsqueda, en la que cooperó la firma sueca de geolocalización Stockholm Precision Tools AB, que participó en el rescate de los 33 mineros atrapados por 69 días en el norte de Chile en el año 2010. El operativo de rescate se llevó a cabo en pocos días, una tarea de ingeniería que, habitualmente, se alargaría por meses. Las dimensiones de la obra quedaron reflejadas en algunas cifras ofrecidas por el delegado del Gobierno en Andalucía, cuando aseguró se habían movido más de 40 000 toneladas de tierra y se estaba excavando una altura equivalente a la de la Giralda de Sevilla. El inventor de la cápsula de rescate de los mineros chilenos ofreció su ayuda en este rescate.
La complejidad del rescate hizo que el caso fuese estudiado en la universidad, en clase de geología.

## Mineros de élite
La Brigada de Salvamento Minero, que se desplazó desde Asturias, puso a disposición del rescate a ocho de sus mejores mineros de élite:
- El ingeniero, Sergio Tuñón
- El ingeniero técnico, Antonio Ortega.
- Y seis especialistas: Maudilio Suárez, Lázaro Alves Gutiérrez, José Antonio Huerta, Jesús Fernández Prado, Rubén García Ares y Adrián Villaroel.

Esta brigada de élite ha recibido hasta el momento diversas condecoraciones y distinciones por su labor, como Medalla de Oro al Mérito en Trabajo (1972), Medalla de Plata del Principado de Asturias (1990) y Medalla de Plata de la Cruz Roja (2005).

## Bulos y teorías alternativas
El 24 de enero, la Guardia Civil, a través de su cuenta oficial de Twitter, se vio obligada a desmentir un bulo que se hizo viral y que circuló por las redes sociales, en especial por WhatsApp, apuntando a una teoría alternativa sobre lo ocurrido que estaría investigando la Guardia Civil y que habría prohibido a periodistas sacar a la luz, algo que la Guardia Civil desmiente.

## Incógnitas
Una de las mayores incógnitas del rescate en el pozo de Totalán es la procedencia del tapón de tierra que obstaculizaba el acceso a Julen. Los expertos entienden que este tapón de tierra procede de los laterales del pozo y fue arrastrado por el cuerpo de Julen durante su caída, por lo que podía ser un derrumbe. Otra hipótesis habla de que al ser un pozo abandonado, lo normal es que se produzcan caídas de las paredes laterales. Los especialistas dicen que es comprensible que la humedad, por los efectos de la lluvia, vaya desgastando las paredes y pierdan consistencia provocando que se desprenda la arena o la tierra de alrededor en el interior del hueco del pozo. Otra cuestión es cómo se compactó tan rápidamente ese tapón, asegurando los expertos que si fuese de arena seca, como así parecía ser, habría tardado semanas en formarse, y en este caso lo hizo en las primeras 24 horas. Aun así, se sabía que desde donde estaba el tapón hasta el fondo del pozo había una distancia de 39 metros.
Nadie se explicaba, de las 300 personas que trabajaron en el rescate de Julen, cómo ese tapón de tierra, que impedía ver lo que hay más abajo, era tan compacto.

## Investigación judicial
Independientemente del rescate del interior del pozo, la Guardia Civil comenzó una investigación para reconstruir los hechos tal y como ocurre en cualquier otra desaparición, sea de la naturaleza que sea. Un juzgado de Málaga abrió diligencias en el conocido judicialmente como Caso Julen. El Juzgado de Instrucción número 9 de Málaga abrió diligencias para conocer las circunstancias exactas en las que Julen cayó el domingo 13 de enero de 2019 en un pozo en una finca familiar a las afueras de Totalán. Las diligencias se iniciaron a partir de un atestado realizado por la Guardia Civil tras tomar declaración a los padres del menor, el dueño del terreno y la persona que ejecutó el pozo a mediados del mes de diciembre del año anterior.
Agentes del Servicio de Protección de la Naturaleza (Seprona) reconstruyeron los hechos ocurridos a través de la declaración de José Roselló y Victoria García, padres de Julen, y testimonios de los testigos como el dueño de la finca, pareja de un familiar de José. Y también de la persona que ejecutó el pozo, Antonio Sánchez, máximo responsable de la empresa Triben Perforaciones. Este último negó a la Guardia Civil haber destapado la prospección, insistiendo en que él dejó el pozo perfectamente cubierto cuando terminó su labor.

## Tratamiento mediático
El accidente y posterior rescate de Julen Roselló recibió una amplia cobertura periodística por parte de medios de comunicación españoles y también extranjeros. Referido a la cobertura en cadenas de televisión, el suceso fue abordado tanto en programas de noticias como en magacines de mañana y tarde que registraron récords de audiencia. El programa de Ana Rosa de Telecinco amplió sus horarios habituales y realizó programas especiales. También Sálvame, programa de corazón español, cubrió los acontecimientos de las horas finales del rescate.
La cobertura mediática generó diversas críticas por parte de otros periodistas que lo calificaron como «circo mediático» y en las redes sociales acusando a diversos medios de fomentar el morbo y el sensacionalismo. El Consejo Audiovisual de Andalucía anunció que estudiaría el tratamiento mediático del caso por una posible vulneración de los derechos de los familiares del menor.